# شركة الاستثمار الكورية
شركة الاستثمار الكورية (KIC) (بالكورية: 한국투자공사) هو صندوق ثروة سيادي أنشأته حكومة كوريا الجنوبية عام 2005. وتتمثل مهمتها في الحفاظ على القوة الشرائية طويلة الأجل للثروة السيادية لكوريا الجنوبية (الاحتياطيات الأجنبية) وتعزيزها من خلال الإدارة الفعالة للأموال العامة في الأسواق المالية الدولية. تدير شركة الكويت للاستثمار الأصول التي عهدت بها الحكومة وبنك كوريا والصناديق العامة الأخرى على النحو المحدد في قانون المالية الوطني. تقوم مباشرة باستثمار الأصول الموكلة إليها أو إعادة تكليف الأصول للمديرين الخارجيين. بلغ إجمالي أصولها تحت الإدارة 131.6 مليار دولار أمريكي في نهاية الربع الرابع من عام 2018.

## روابط خارجية
- شركة كوريا للاستثمار
- وزارة المالية والاستراتيجية
- بنك كوريا